# Amir H. Hoveyda

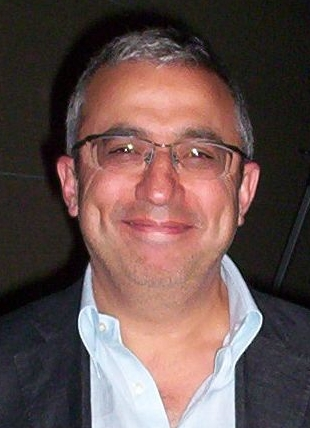
Amir Hoveyda en la conferencia de ACS de 2007 en Boston.

Amir H. Hoveyda es profesor de química en la Universidad de Boston en Chestnut Hill, MA, y en la actualidad ocupa el cargo de jefe de departamento. Estudia la catálisis asimétrica, y destaca especialmente por su trabajo en el desarrollo de catalizadores de metátesis de olefinas asimétricas. En los últimos años ha trabajado extensamente con carbenos N-heterocíclicos como ligandos. Su investigación también se centra en alquilaciones alílicos cobre-catalizada y adiciones conjugadas utilizando estos ligandos.
El Prof. Hoveyda recibió su Ph.D. de la Universidad de Yale en 1986, y trabajó como investigador postdoctoral en la Universidad de Harvard. Recibió el premio Cope Académico de la Sociedad Americana de Química en 1998.